# San Manuel (Tarlac)
San Manuel is een gemeente in de Filipijnse provincie Tarlac op het eiland Luzon. Bij de laatste census in 2007 had de gemeente ruim 23 duizend inwoners.

## Geografie

### Bestuurlijke indeling
San Manuel is onderverdeeld in de volgende 15 barangays:
| - Colubot - Lanat - Legaspi - Mangandingay - Matarannoc - Pacpaco - Poblacion - Salcedo | - San Agustin - San Felipe - San Jacinto - San Miguel - San Narciso - San Vicente - Santa Maria |

## Demografie
San Manuel had bij de census van 2007 een inwoneraantal van 23.463 mensen. Dit zijn 2.606 mensen (12,5%) meer dan bij de vorige census van 2000. De gemiddelde jaarlijkse groei komt daarmee uit op 1,64%, hetgeen lager is dan het landelijk jaarlijks gemiddelde over deze periode (2,04%). Vergeleken met de census van 1995 is het aantal mensen met 4.343 (22,7%) toegenomen.

De bevolkingsdichtheid van San Manuel was ten tijde van de laatste census, met 23.463 inwoners op 42,1 km², 454,2 mensen per km².